# Yusaku Maezawa

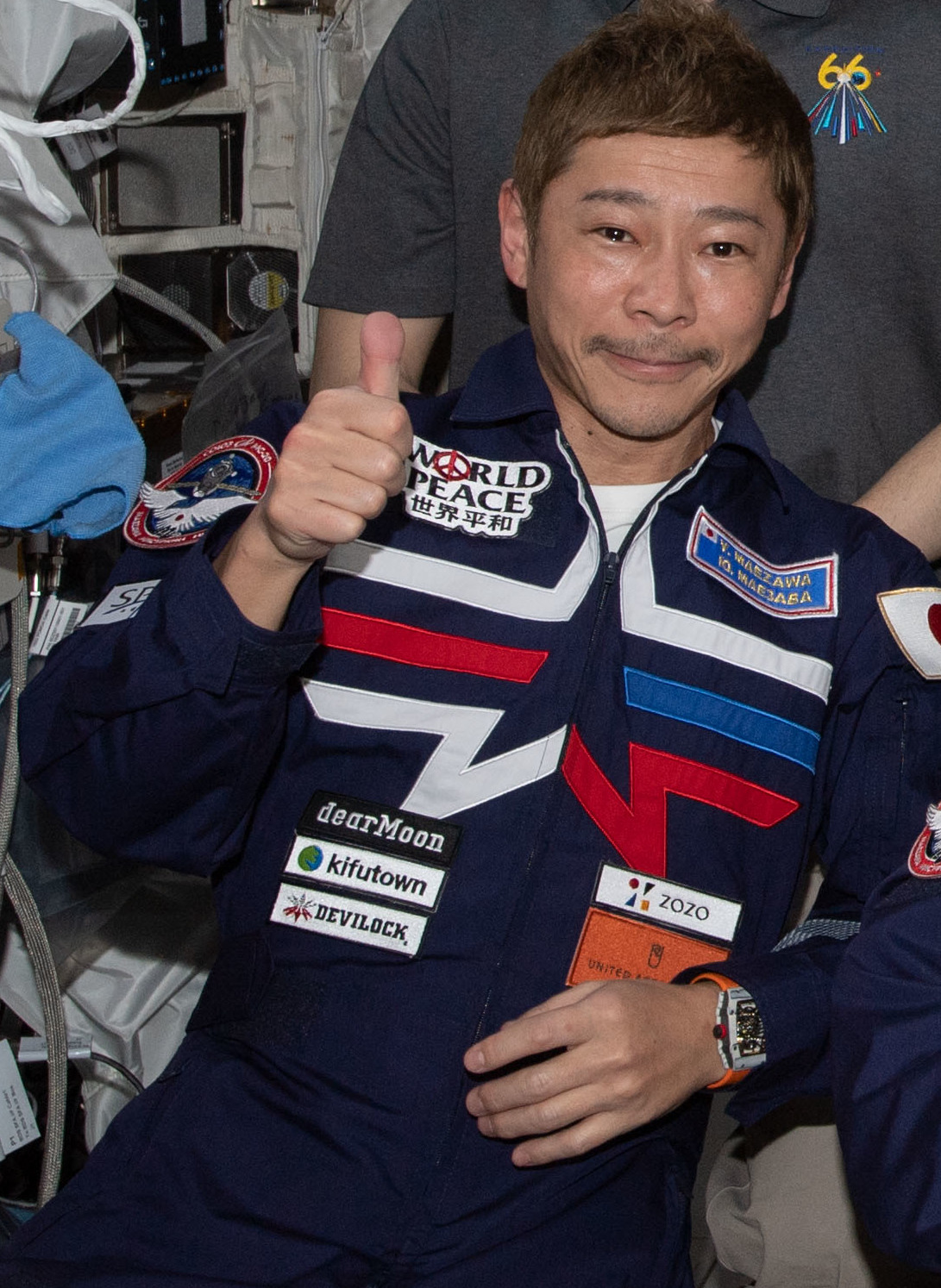
Yusaku Maezawa auf der ISS

Yusaku Maezawa (前澤 友作, Maezawa Yūsaku; * 22. November 1975 in Kamagaya) ist ein japanischer Unternehmer, Kunstsammler, Milliardär und Weltraumtourist.

## Laufbahn
Ab 1998 vertrieb Maezawa im kleinen Maßstab importierte Musikalben und CDs per Post. Zur Ausweitung dieses Geschäfts gründete er im Jahr 2000 ein Versandunternehmen mit dem Namen Start Today. Ab demselben Jahr vertrieb er seine Waren auch über das Internet und nahm Mode in sein Sortiment auf. Ab 2004 vertrieb er Mode über die Website Zozotown. Diese Firma entwickelte sich zu Japans größtem Internet-Mode-Händler. Im Mai 2017 schätzte das Wirtschaftsmagazin Forbes Maezawas Nettovermögen auf 3,6 Milliarden Dollar, womit er auf dem 14. Rang der reichsten Japaner lag. Nachdem Maezawa im Mai 2021 angekündigt hatte, dass er zur ISS fliegen würde, erreichte er im Dezember 2021 mit dem Flug Sojus MS-20 die ISS, auf der er 12 Tage blieb.

## Mondflug
Im Februar 2017 gab das US-Raumfahrtunternehmen SpaceX Pläne für einen touristischen Weltraumflug bekannt, der im zweiten Quartal 2018 stattfinden sollte. Ein mit der Rakete Falcon Heavy gestartetes Dragon-V2-Raumschiff sollte mit zwei Passagieren um den Mond fliegen. Wie erst später bekannt wurde, war einer der beiden vorgesehenen Passagiere Yusaku Maezawa; er leistete damals bereits eine Anzahlung. Ein Jahr später entschied SpaceX, die Falcon Heavy nicht mehr für bemannte Missionen weiterzuentwickeln und sich stattdessen auf die Fertigstellung der vollständig wiederverwendbaren Rakete BFR zu konzentrieren.
Am 17. September 2018 kündigte der SpaceX-Gründer und technische Leiter Elon Musk gemeinsam mit Maezawa an, dass der Mondflug – wenn alles nach Plan verlaufe – im Jahr 2023 mit der BFR (später Starship Superheavy) stattfinden sollte. Maezawa wollte die Reise unter dem Titel „Dear Moon“ (lieber Mond) als Kunstprojekt inszenieren: Sechs bis acht Künstler sollten ihn begleiten und anschließend Werke schaffen, die von dem Weltraumabenteuer inspiriert gewesen wären. Maezawa steuerte einen „signifikanten“, nicht näher bezifferten Geldbetrag zur Deckung der BFR-Entwicklungskosten bei.
Da die Starship-Entwicklung nicht nach Plan verlief, verzögerte sich der geplante Mondflug immer wieder. Im Februar 2023 erklärte die SpaceX-Präsidentin Gwynne Shotwell, dass bemannte Starship-Flüge unter optimistischen Annahmen erst ab 2025 möglich seien. Im Juni 2024 ließ Maezawa die Einstellung des Projekts bekanntgeben.